# Abadia de Montoliu
L'abadia de Montoliu (Montolieu en francès) fou un establiment religiós fundat en temps de Carlemany, a la diòcesi de Carcassona, fundat sota advocació de Sant Joan Baptista per Olemond al costat d'un castell anomenat Castrum Mallasti que fou el nom inicial del monestir després canviat per Montoliu perquè als turons veïns es començaven a veure les oliveres. La vall on estava situada portava antigament el nom de Vallis Sigurii o Vallis Sigarii, prop del poble de Montoliu i entre els rierols de Dure i Alzau que s'ajuntaven prop de l'abadia. Inicialment Olemond va trobar l'oposició dels senyors de la zona però quan va aconseguir la protecció de Carlemany ja no va ser més inquietat.
El 828 l'abat Willafred de Montoliu va demanar al rei Pipí I d'Aquitània de confirmar la fundació del monestir el que el rei va concedir i va reconèixer el dret dels monjos a escollir lliurement els seus abats. Al mateix temps va confirmar també el monestir de Sant Hilari (de la mateixa diocesi) i li va concedir la mateixa llibertat d'escollir abat.
El 835 el rei Pipí I d'Aquitània havia retornat al seu regne per passar l'hivern a Doué a l'Anjou a l'esquerra del riu Loira i fou visitat per Willafred abat de Montoliu (o de Mallast, com a nom alternatiu) i li va demanar de confirmar (amb el consentiment del comte Oliba I de Carcassona) al monestir, en la terra de Magnianac, al Tolosà a la riba del Fiscau, del qual Godoald, un delegat del comte Guillem I de Tolosa havia regulat anys abans els límits. Pipí li va concedir la petició per carta datada l'1 de novembre del 835 en la qual agafava el monestir sota la seva protecció. Sembla que no fou una donació sinó una restitució, ja que el rei s'hauria apoderat d'aquesta terra, i retornava en execució dels acord de l'assemblea de Thionville sobre béns usurpats a les esglésies i monestirs.